# Paneuritmia
Paneuritmia (bulgaro: Паневритмия) è un sistema di esercizi musicali fisici sviluppato da Peter Deunov tra il 1922 e il 1944, incentrato sul raggiungimento dell'equilibrio interiore e dell'armonizzazione. L'enfasi degli esercizi è sul dare e ricevere, con l'obiettivo di creare uno scambio consapevole con le forze della natura. La paneuritmia è praticata sia per la forma fisica che per lo sviluppo spirituale

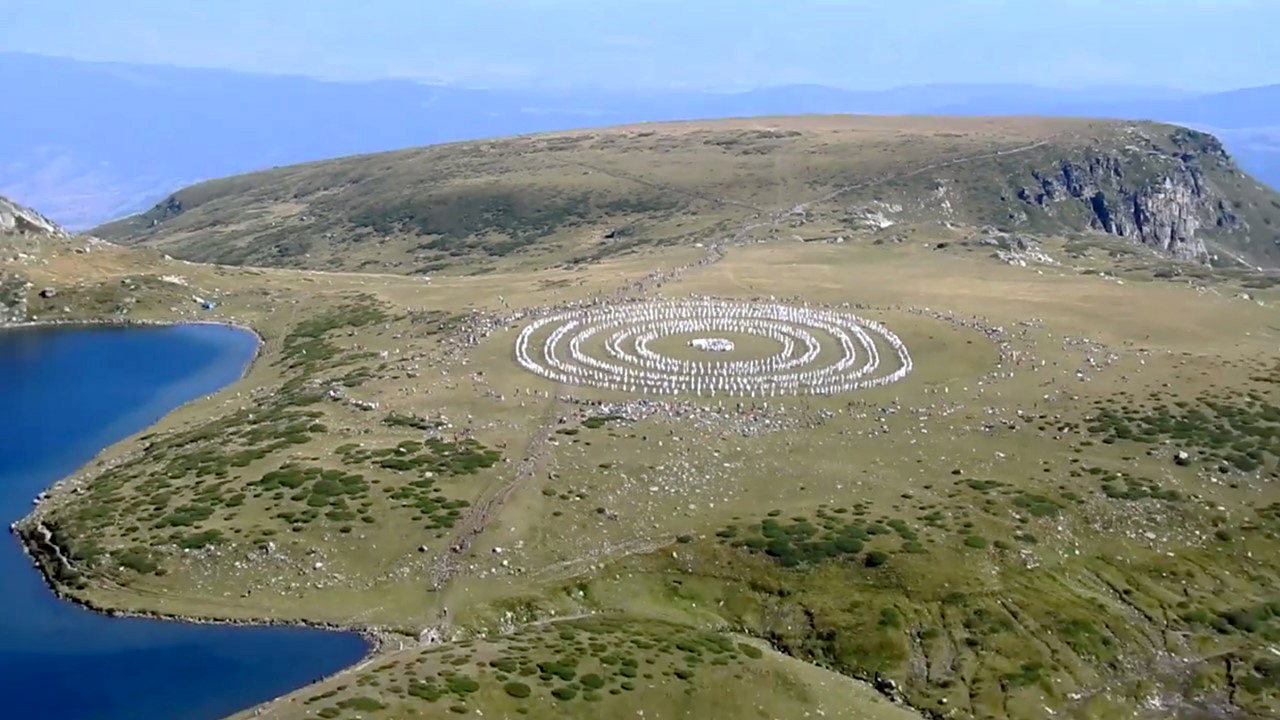
Paneuritmia nelle montagne di Rila, Bulgaria

## Panoramica

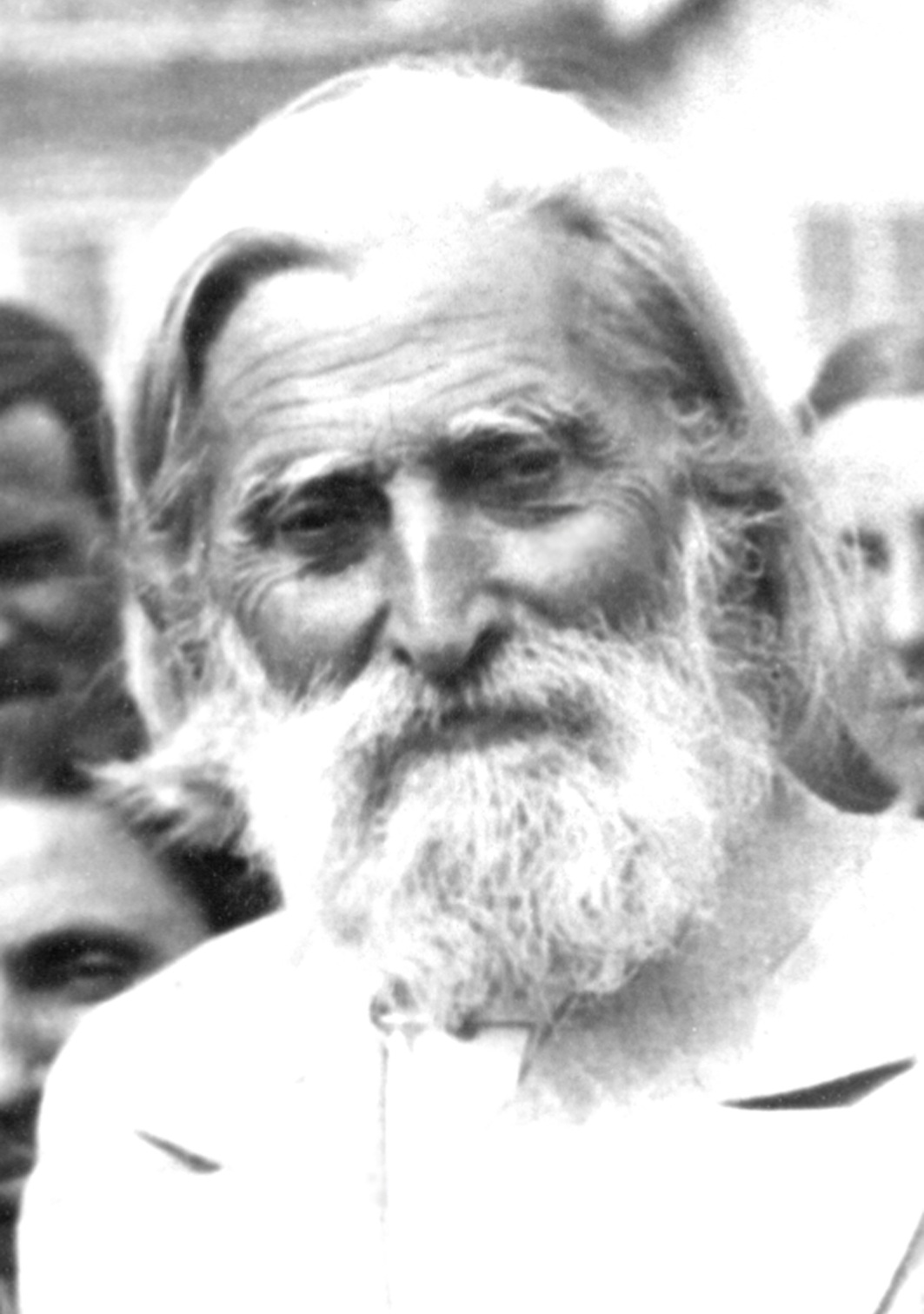
Peter Deunov, ideatore e creatore della paneuritmia

Etimologicamente, la Paneuritmia è derivata da tre radici:
- Pan - che significa Intero; Universale e Cosmico
- Eu che significa Vero o Supremo; l'essenziale e il sostanziale nel mondo.
- Ritmo - che significa correttezza nei movimenti e in ogni altra espressione esterna della vita.[2][6] Il prefisso "pan" implica l'espressione di un ritmo che è innato alla natura.

Sulla base di queste radici etimologiche, il termine "Paneuritmia" si traduce letteralmente in "ritmo cosmico supremo".
Peter Deunov (noto anche come Beinsa Douno), compositore della musica e ideatore dei movimenti della Paneuritmia, sviluppò tale esercizi a partire dagli anni 30, in Bulgaria, in un lungo processo adattivo, escludendone alcuni e adottandone altri, fino a giungere alla loro forma ottimale. Nelle parole di Peter Deunov: “Attualmente, le figure della Paneuritmia hanno solo i contorni del movimento. In seguito acquisiranno la loro sostanza, il loro significato principale e i dettagli”.
L'idea di vivere in armonia con la natura è importante nella pratica della Paneuritmia. Sulla base delle raccomandazioni di Deunov, gli esercizi paneuritmici dovevano essere eseguiti al mattino presto e fuori, preferibilmente in un prato verde, ed erano più efficaci in primavera, a partire dal 22 marzo. Secondo lui, questo era il momento in cui la natura era più ricettiva e conteneva la maggior quantità di energia prana o vivente che poteva essere assorbita dal corpo umano.
La Paneuritmia pone anche un'enfasi sulla costruzione di una nuova cultura di amore, fratellanza e libertà. Deunov riteneva che ci fosse una connessione diretta tra pensiero e movimento, e che attraverso l'armonia tra musica, movimento e pensiero, coloro che danzano la Paneuritmia siano in grado di promuovere forze creative all'interno dell'intera società.
Nel corso del tempo, la Paneuritmia ha attirato l'attenzione di persone di diverse culture e nazionalità, nonostante che il regime comunista, per 40 anni, in Bulgaria abbia proibito tali pratiche. La danza collettiva della Paneuritmia che si svolge presso i Sette Laghi di Rila, sui monti di Rila, dal 19 al 21 agosto, può essere considerata come uno dei più maggiori assembramenti di persone, con oltre 2000 praticanti che vi partecipano ogni anno, provenienti da una grande varietà di paesi, tra cui Francia, Canada, Italia, Ucraina e Russia.

## Struttura
La Paneuritmia è composta da tre parti: I 28 esercizi, I Raggi del Sole e Il Pentagramma, con ogni esercizio che ha un significato simbolico, esprimendo un particolare pensiero, sentimento o azione.

### I 28 esercizi
La prima parte, è un insieme di 28 esercizi eseguiti con un partner mentre si muovono in cerchio con i musicisti e / o i cantanti al centro del cerchio. Ciascuno degli esercizi rivela un'idea espressa attraverso il nome, i movimenti e la musica dell'esercizio. I primi dieci esercizi, noti anche come Il primo giorno di primavera, vengono eseguiti in sequenza senza interruzioni. Rappresentano il risveglio simbolico dell'anima, poiché la natura è risvegliata in primavera. Secondo Deunov, concentrarsi sul movimento di ogni esercizio e le idee associate all'esercizio erano la chiave per eseguire correttamente gli esercizi. La sua convinzione era che gli esercizi dovevano essere eseguiti in modo ponderato e con amore, piuttosto che meccanicamente.
In Europa occidentale e nel resto del mondo questa prima parte è stata resa nota da un discepolo di Deunov, Omraam Mikhaël Aïvanhov, da lui stesso inviato in Francia nel 1937 allo scopo di diffondere il suo insegnamento, assieme ai metodi e alle pratiche da lui creati.

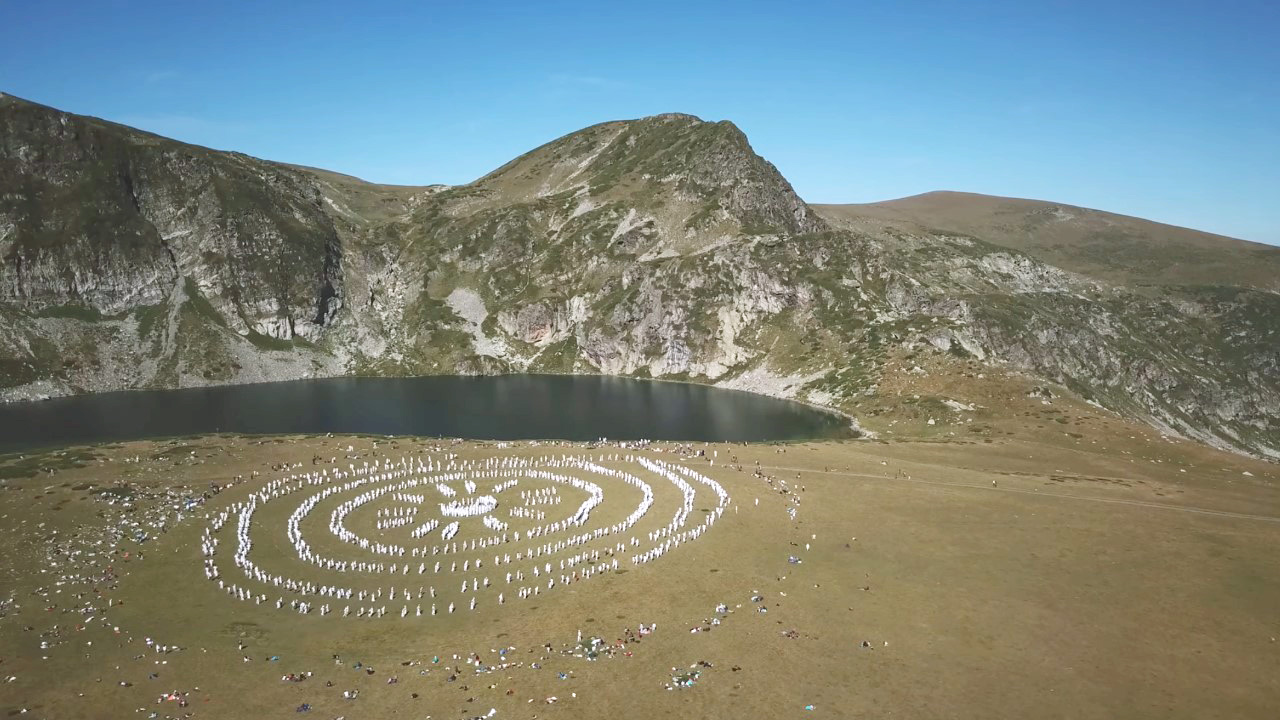
Paneuritmia nelle montagne di Rila - I raggi del sole

### Raggi solari
Raggi solari è una composizione che viene eseguita dopo i 28 esercizi. I partecipanti, disposti in coppia, formano due gruppi: 12 raggi per rappresentare simbolicamente l'apertura delle dodici porte della vita espressa attraverso i 12 segni dello zodiaco e un cerchio esterno attorno ai raggi che rappresentano la Ruota della vita. Agendo come raggi, i 12 raggi si avvicinano al centro per simboleggiare la ricezione di forze vitali e quindi vanno indietro per infondere queste forze nel cerchio esterno. Nel movimento seguente, ciascun partner in una coppia esegue cerchi attorno all'altro. Questi movimenti rappresentano stadi di sviluppo in cui l'umanità è intrappolata in un cerchio di coscienza materiale. Il terzo e il quarto movimento simboleggiano la liberazione da questo cerchio e la successiva gioia associata a tale liberazione, espressa attraverso il canto e l'applauso dei partecipanti. 

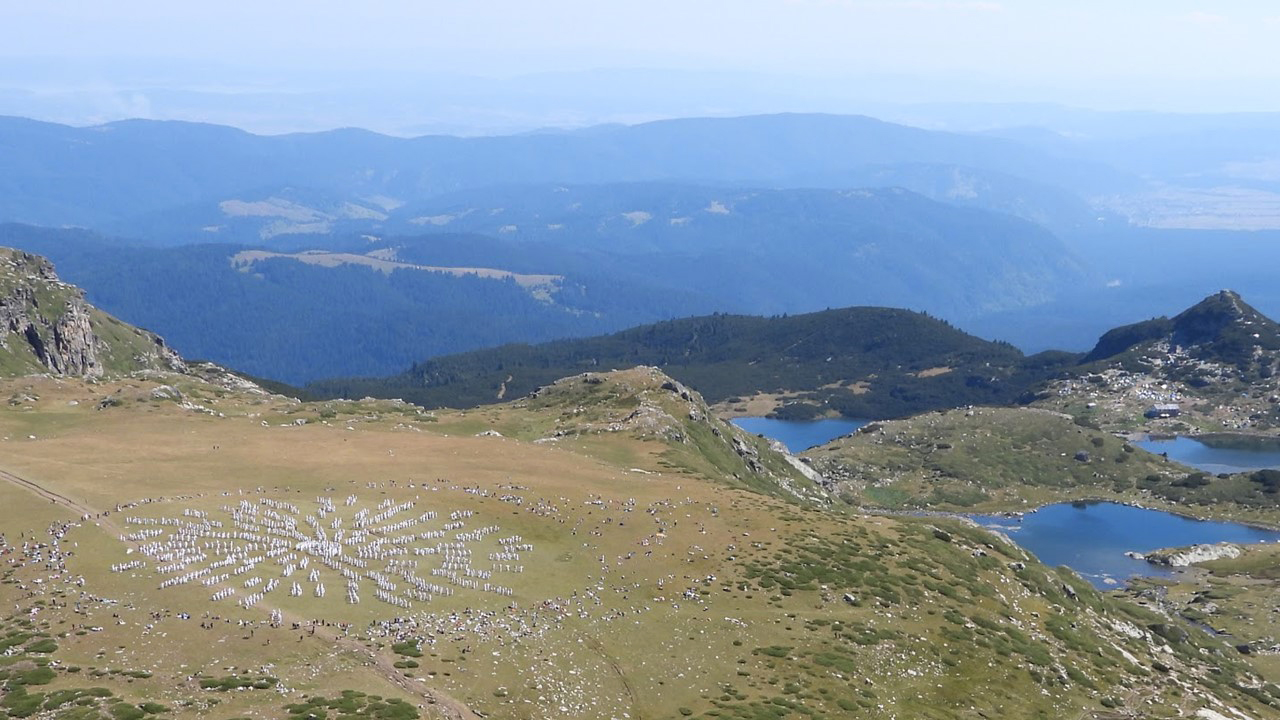
Paneuritmia nei Sette Laghi Rila - il Pentagramma

### Pentagramma
La terza parte della Paneuritmia, il Pentagramma, è una rappresentazione simbolica del percorso dell'anima umana verso la perfezione, con ogni raggio del Pentagramma che rappresenta rispettivamente l'amore, la saggezza, la verità, la giustizia e la bontà. Il Pentagramma è anche una metafora di un uomo cosmico in movimento, con i vertici che rappresentano la testa, le due mani e i due piedi. L'esercizio viene eseguito con cinque coppie di partecipanti che si spostano e si scambiano i luoghi, a simboleggiare che le virtù positive di un individuo devono essere in movimento affinché le qualità abbiano effetto. Successivamente, i partecipanti marciano in avanti, dimostrando che l'incarnazione delle virtù è stata raggiunta. Questi movimenti si ripetono cinque volte.

## Potenziale terapeutico
Nel primo libro pubblicato sulla Paneuritmia del 1938, gli esercizi sono stati definiti principalmente come un metodo per mantenere una buona salute, in particolare come uno scambio intelligente tra uomo e natura, con l'obiettivo di promuovere la salute attraverso movimenti ritmici e armonici, combinato con la musica corrispondente, concentrazione del pensiero e respirazione corretta. A causa della varietà degli esercizi, sono coinvolti muscoli e articolazioni per migliorare il movimento e l'equilibrio del corpo umano. Sono stati condotti numerosi studi per indicare i potenziali effetti positivi di questa pratica sui partecipanti. Uno studio preliminare del 2004 ha riferito che la maggior parte dei partecipanti ha avuto un miglioramento degli aspetti mentali, fisici e relazionali; in seguito, una ricerca scientifica del 2007 ha indicato un miglioramento significativo della qualità della vita, con un netto miglioramento della salute generale, come conseguenza di 6 mesi di pratica della danza della Paneuritmia. Altri studi suggeriscono una diminuzione dello stress percepito e un incremento della resilienza psicologica. La paneuritmia è stata anche studiata come un potenziale metodo di educazione fisica, ipotesi avvalorata da uno studio che suggerisce miglioramenti significativi nell'equilibrio, nella velocità e nell'agilità; un'altra ricerca fornisce un'analisi comparativa tra la Paneuritmia e l'euritmia.